# Dračí hrádek
Dračí hrádek (také Dračí hrad, Hadí zámek, Hadí hrad; slovensky Dračí hrádok) je zřícenina hrádku na výrazném ostrohu nad údolím Stupavského potoka, v nadmořské výšce 370 metrů, dva kilometry km východně od obce Borinka v nejjižnější části pohoří Malé Karpaty.

## Historie

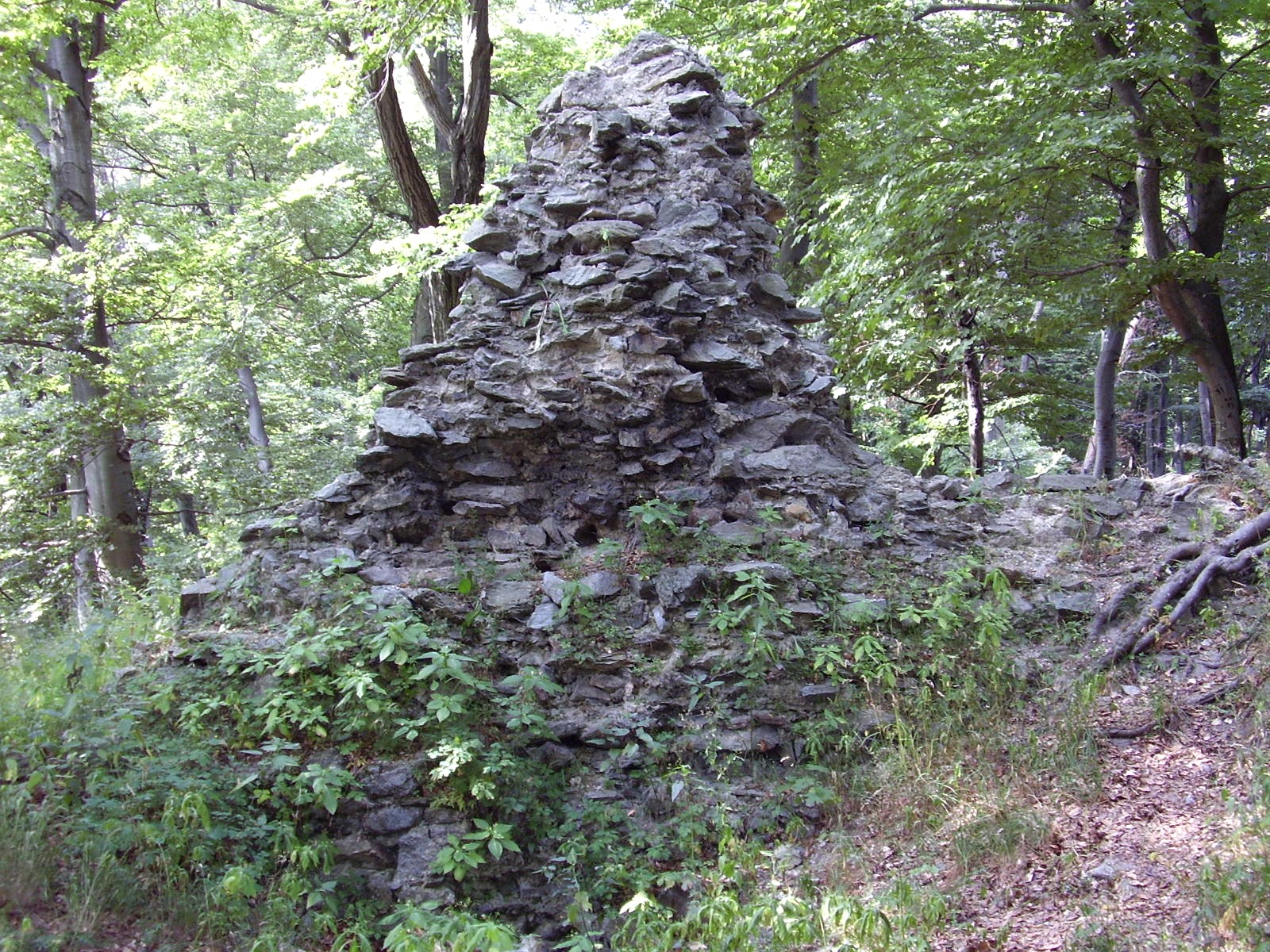
Nejzachovalejší část – bývalá hlavní věž

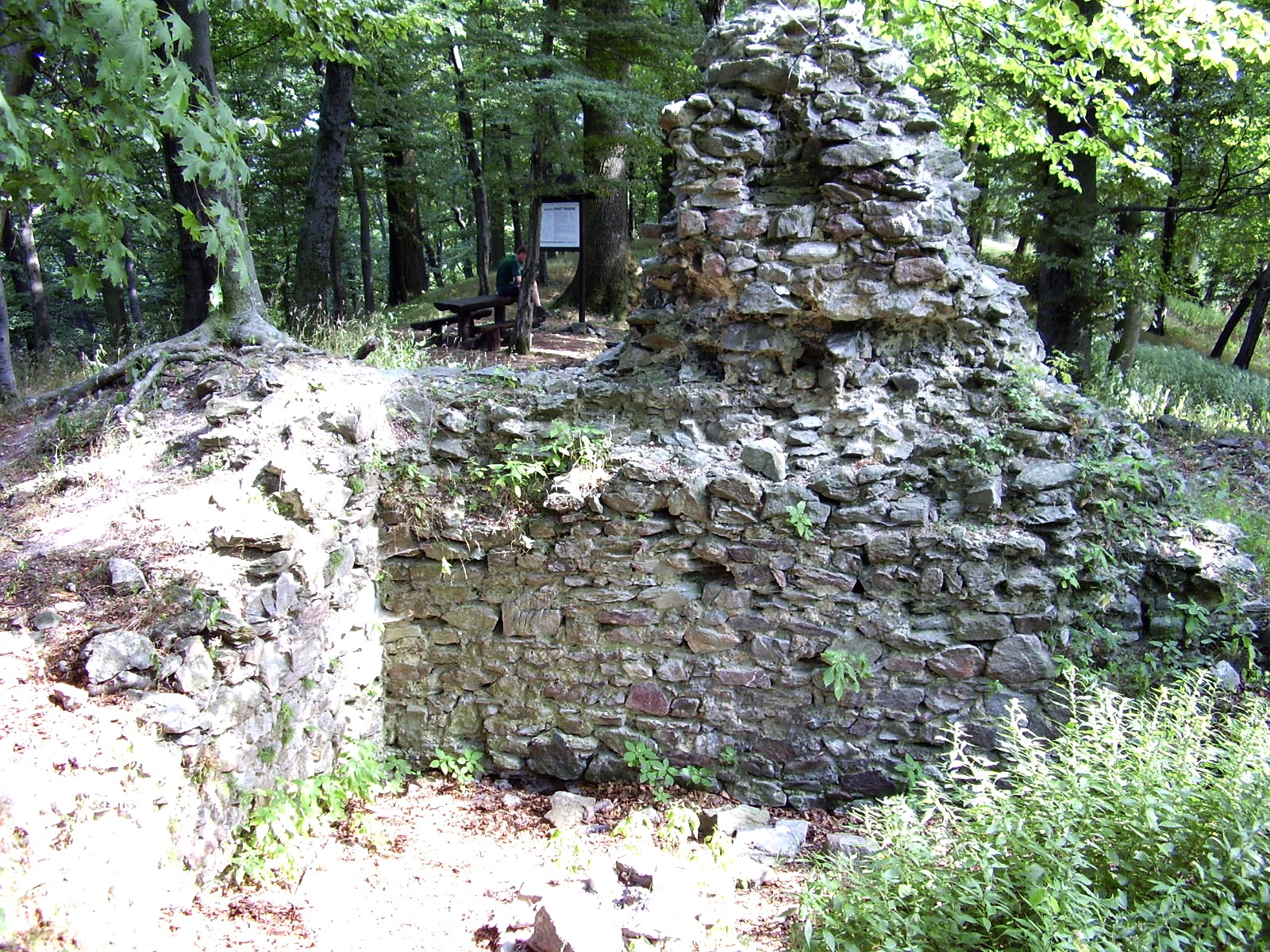
Hlavní věž pohled z druhé strany

Hrádek byl s největší pravděpodobností postaven na základě královské iniciativy v 13. století, když se majiteli dosavadního královského hradu na Pajštúnu stala hrabata ze Svatého Jura a Pezinku. Královský původ také naznačuje podobnost věže na Dračím hrádku s věžemi na jiných královských hradech (Plavecký hrad 10,2 × 10,2 m, Beckov (hrad) 9,5 × 9,5 m)
Švestka a Plaček ztotožňují Dračí hrádek s objektem Drach-kugel-schols z Meyerovy rytiny z roku 1563, na které je zachycena korunovace císaře Maxmiliána II. v Bratislavě. Rytina se nachází v Městské galerii v Bratislavě. Tento předpoklad však odmítá Fiala (1972) a také Farkaš (1993).
Zajímavá je také podoba názvu objektu: Dračí hrádek s názvem tzv. Dračího řádu, který založil v roce 1408 král Zikmund Lucemburský a soustředil v něm nejmocnější a nejvlivnější osobnosti tehdejšího Uherska (Stibor ze Stibořic, Peter Čech z Levic, Mikuláš Garaj z Devína). Od 1409 byl jeho členem dokonce rakouský vévoda a 24 štýrských rytířů.
Hrádek zanikl požárem v první polovině 15. století. Pravděpodobně byl zničen během husitských vpádů na západní Slovensko.

## Popis
Samotný areál hrádku se skládá ze dvou částí: protáhlé vyvýšeniny široké 15 metrů a dlouhé 115 metrů, oddělené od okolního terénu nízkým valem a druhé vyvýšeniny (jižně od první) široké 20 metrů a dlouhé 112 metrů, oddělené od první příkopem. Centrální hranolová věž s vnějšími rozměry 10 × 10 metrů byla postavena za 17 metrů širokým a 6 metrů hlubokým, do skály vytesaným příkopem. Její vzdálenost od příkopu je asi 17 metrů. Na vnější části příkopu se zachovaly skromné zbytky zděného osazení vstupního mostu.

### Současný stav
Viditelná je jen část zachované zdi a osazení vstupního mostu. Ostatní části základů, které jsou zmíněny v textu v současnosti již nejsou vidět.

## Archeologické výzkumy
První archeologický výzkum na lokalitě zrealizoval v letech 1941–1942 profesor Vojtech Ondrouch, který na základě jistých nálezů předpokládal, že středověkému opevnění předcházela římská strážní věž Orlí hnízdo. V létě 1993 se uskutečnil ve třech turnusech archeologický výzkum pod vedením Z. Farkaše. Výzkum odhalil zbytky kamenné budovy za věží, která měla rozměry 10,9 × 9,1 metrů a zdi hrubé 90 cm. Pravděpodobně jde o tutéž budovu, kterou lokalizoval již Vojtech Ondrouch.